# Krzysztof Glass
Krzysztof Glass, właśc. Bolesław Bzdyl (ur. 30 sierpnia 1944 w Krakowie, zm. 27 stycznia 2000 w Wiedniu) – malarz, grafik, poeta, publicysta i politolog.

## Życiorys
W Krakowie ukończył Liceum Sztuk Plastycznych. W 1968 r. wziął udział w wydarzeniach marcowych co spowodowało represje w formie blisko półrocznego aresztowania. Interesował się polityką. Był zdecydowanym przeciwnikiem systemu komunistycznego i narzuconych przez Sowietów władz PRL. Nie tolerował wszechobecnego kłamstwa, obłudy i przemocy aparatu ubecko-partyjnego.
Za bycie niepokornym nie został przyjęty, mimo niewątpliwego talentu na Akademię Sztuk Pięknych w Krakowie. Studiował architekturę na Politechnice Krakowskiej, a potem historię sztuki na Uniwersytecie Jagiellońskim.
W 1973 wyjechał do Wiednia i uzyskał tam azyl polityczny. Przyjął nazwisko Krzysztof Glass i pod tym nazwiskiem studiował, tworzył i występował do śmierci.
Na Akademii Sztuk Pięknych (Akademie der Bildenden Künste) w Wiedniu ukończył scenografię w 1976 i rzeźbę w 1979 roku. Studia politologiczne ukończył w 1989, a w 1994 uzyskał stopień doktora politologii na Uniwersytecie Wiedeńskim (Universität Wien).

## Twórczość
Wystawiał swoje prace od 1974 r. na licznych wystawach w Europie, USA, Japonii i Austrii. Jego zainteresowania społeczno-polityczne znalazły wyraz w działalności naukowej i twórczej. Założył i był głównym grafikiem wydawnictwa Austriackiego Towarzystwa dla Studiów Środkowoeuropejskich (Österreichische Gesellschaft für Mitteleuropäische Studien), zamieszczał w nim swoje publikacje. Współpracował również z wydawnictwem Fundacji Humaniora z Poznania.
Dał się poznać także jako poeta. Wydał tomiki poezji Ab und Zufälle (Od i przypadki) w 1981 r., Ab und Zufälle II (Od i przypadki II) w 1982 r. oraz Zeit des Fremden (Czas Obcego) w 1996 r. Krzysztof Glass był wielokrotnie nagradzany przez prestiżowe instytucje kulturalne i społeczne. Wśród wielu nagród warto wymienić Nagrodę specjalną Premio Originalita E Validita 1976 w Ferrarze, Medal Specjalny za rzeźbę i grafikę na Międzynarodowym Biennale Pluralizmu Malarstwa, Rzeźby i Grafiki w Peskarze (Włochy), Nagrodę Fundacji Theodora Kornera w Wiedniu w 1977 i 1990 r., Nagrodę Specjalną dla Obcokrajowców na XI Wystawie Grafiki Współczesnej w Tokio w 1978 r., tytuł Członka Honoris Causa Wydziału Akademickiego "Nobel" w Akademii Nauk Ścisłych, Literatury i Sztuki w Mediolanie w 1975 r. Obrazy olejne Glassa, to czasem przypomnienie Chagalla i Grosza, ale jednocześnie samodzielne, niezależne, monumentalne oskarżenie o gwałt i przemoc. Rysunek i malarstwo pokazują winowajców, ofiary i obojętny tłum.

## A tak pisali o nim krytycy
Elsie Roland: Rysunki kobiecych twarzy wykonane w tuszu mogłyby wyjść spod ręki dawnych mistrzów. Krzysztof Glass jest bez wątpienia wielkim talentem nie tylko w symbolice, ale również w niezmąconym spojrzeniu na piękno tego świata, które potrafi znaleźć i wspaniale przedstawić.
Alois Vogel: Glass rysuje impulsywnie, kreśląc ostre kontury. Taką samą techniką maluje swoje wielkie płótna. Machnięcia pędzla są jak bicze, mocne i bezlitosne. Prace te wyrażają burzliwość i niecierpliwość młodości, ale tu i tam błyska promyk ukrytej, nieśmiałej nadziei.
A tak pisał o nim prof. Kiss z Budapesztu: Nie ulega wątpliwości kwestia, że Krzysztof Glass był typowym przedstawicielem dawnych, prawie już nieistniejących jednostkowych intelektualistów. Każdy krok w jego życiu i konsekwentnym działaniu nosi na sobie piętno dawnej szkoły intelektualnej. To demonstrował jako malarz, grafik, poeta politolog i wytrwały organizator.